# Steinsel
Steinsel (luxemburguès Steesel) és una comuna i vila a l'est de Luxemburg, que forma part del cantó de Luxemburg. Comprèn les viles de Steinsel, Heisdorf i Mullendorf.

## Població
| Nacionalitat   | Població | %      |
| -------------- | -------- | ------ |
| luxemburguesos | 2.666    | 60,56% |
| Forasters      | 1.736    | 39,44% |
| - portuguesos  | 428      | 9,72%  |
| - francesos    | 238      | 5,41%  |
| - italians     | 242      | 5,50%  |
| - belgues      | 122      | 2,77%  |
| - alemanys     | 160      | 3,63%  |
| - iugoslaus    | 12       | 0,27%  |
| - altres       | 534      | 12,13% |

## Evolució demogràfica
| Any        | Població |
| ---------- | -------- |
| 15/02/2001 | 4.402    |
| 01/01/2002 | 4.443    |
| 01/01/2003 | 4.413    |
| 01/01/2004 | 4.448    |
| 01/01/2005 | 4.508    |

## Agermanaments
- Pacé (Ille i Vilaine)

## Galeria d'imatges

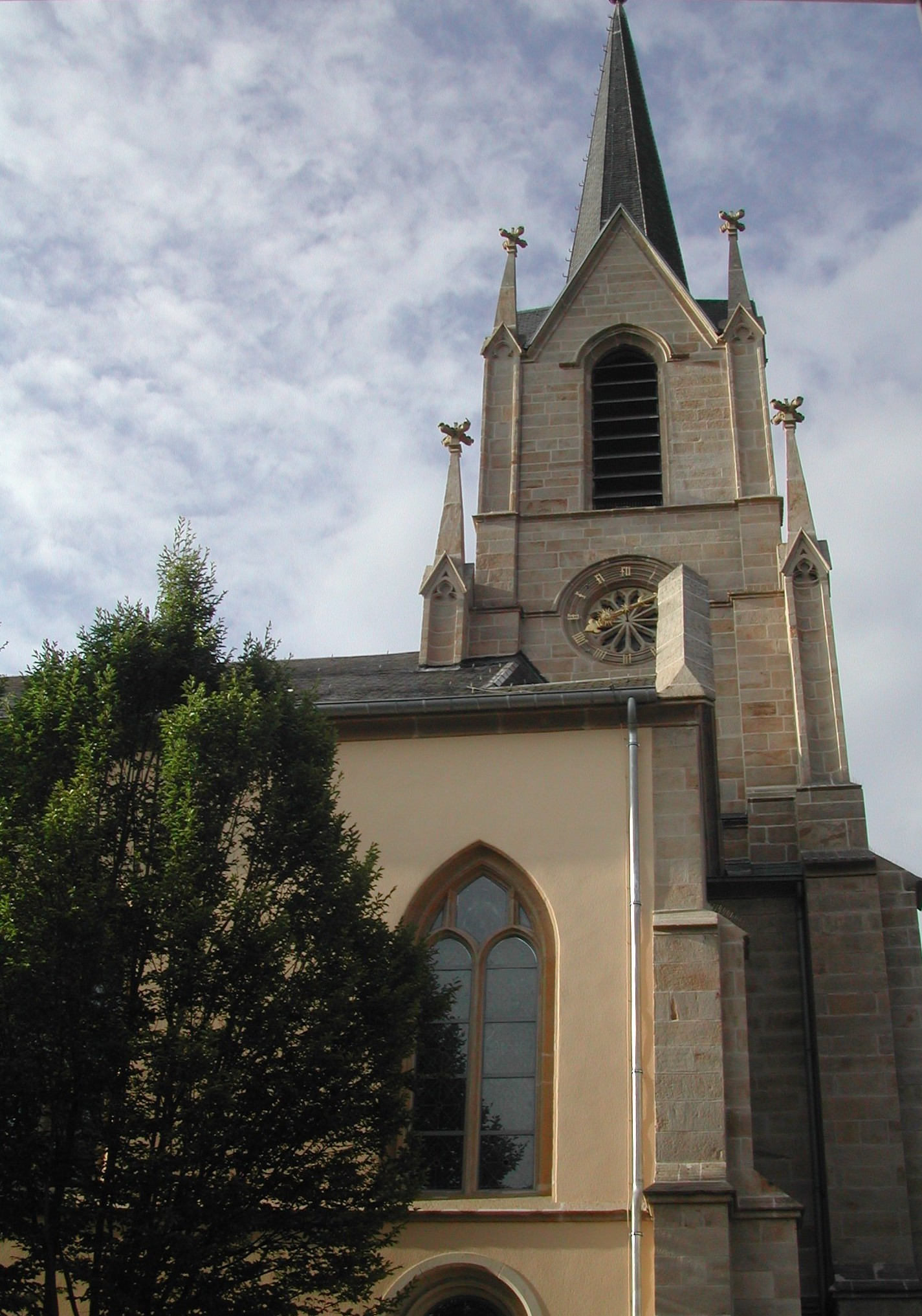
Església de Steinsel
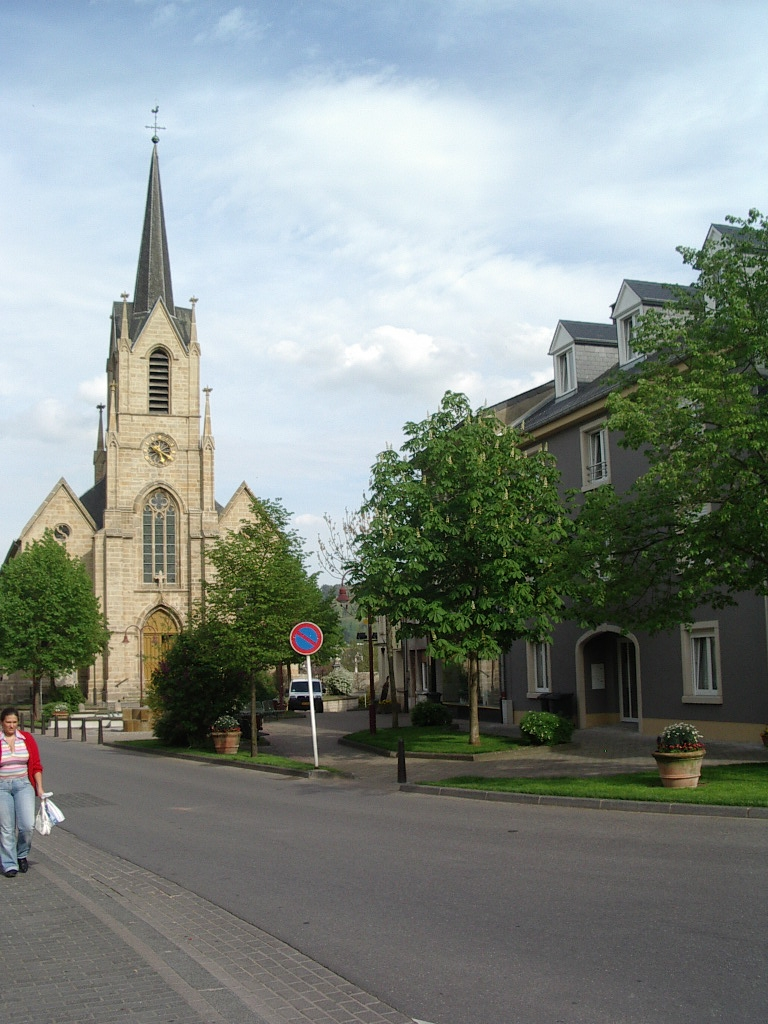
Església de Steinsel